# Félix Mantilla
Félix Mantilla Botella (* 23. September 1974 in Barcelona) ist ein ehemaliger spanischer Tennisspieler.
Mantilla wurde 1993 Profispieler gewann im Lauf seiner Karriere zehn Einzelturniere, darunter das Rom Masters 2003. Im Juni 1998 befand er sich eine Woche lang unter den Top 10.

## Karriere
Nachdem er 1994 an einigen Challenger-Turnieren teilnahm und in Prag sein ATP Tour Debüt feierte, stand er im Jahr 1995 in Buenos Aires erstmals in einem ATP-Finale. Er unterlag Carlos Moyá in zwei Sätzen, konnte allerdings das Jahr erstmals mit einer Platzierung unter den Top 100 der Weltrangliste beenden.
1996 konnte er nach dem Einzug ins Viertelfinale des Monte Carlo Masters, seinem ersten Turniersieg in Porto und vier weiteren Finalteilnahmen schon auf Platz 18 der Weltrangliste beenden.
Den ganz großen Durchbruch schaffte Mantilla 1997. Er konnte fünf Turniere auf Sand für sich entscheiden und war damit der Spieler mit den meisten Turniersiegen auf Sand im Jahr 1997. Außerdem gewann er beim World Team Cup alle sein vier Spiele und konnte mit Spanien den Gesamtsieg erlangen und erreichte mit dem Viertelfinaleinzug bei den Australian Open einen seiner größten Erfolge auf Hartplatz. Die Saison schloss er auf Rang 16 der Weltrangliste ab.
1998 schaffte er bei den French Open nach einem Viertelfinalsieg gegen Thomas Muster erstmals den Einzug in ein Grand-Slam-Halbfinale, in dem er jedoch an Carlos Moyá scheiterte. Er gewann das Turnier in Bournemouth und stand bei zwei Hartplatzturnieren im Finale. Das Jahr beendete er auf Rang 20 der Weltrangliste.
1999 gewann er mit dem Turnier in Barcelona sein erstes größeres Turnier und schaffte es auch bei den Masters-Turnieren in Monte Carlo und Rom bis ins Halbfinale.
2000 konnte er nicht an seine Erfolge in den vorhergehenden Jahren anschließen und musste die Saison schon im Juli aufgrund einer Rückenverletzung beenden. Er fiel dadurch in der Weltrangliste weit zurück und beendete das Jahr auf Platz 99.
2001 schaffte er es nach zwei Turniersiegen auf der Challenger Tour in Estoril ins Finale und konnte Ende September in Palermo seinen ersten ATP-Turniersieg seit 17 Monaten feiern. Damit kämpfte er sich wieder unter die Top 50.
2002 verlief mit Ausnahme des Hartplatz-Finaleinzug in Indianapolis nicht besonders gut und er beendete das Jahr auf Rang 55.
Im Jahr darauf feierte er den größten Erfolg seiner Karriere mit dem Sieg bei den Italian Open. Nach diesem Turniersieg konnte er in seiner Karriere kein Finale mehr erreichen. Er beendete jedoch das Jahr auf Rang 22.
Nach enttäuschenden Ergebnissen in den Jahren 2004 und 2005 spielte Mantilla aufgrund von Rückenproblemen nach den US Open 2005 vorerst keine Turniere mehr.
Bei einem Challenger-Turnier in Monza kehrte er im April 2007 wieder auf die internationale Tennisbühne zurück und drei Wochen später wurde ihm durch eine Wildcard für das Turnier in Barcelona sein erstes Match auf der ATP-Turnier seit eineinhalb Jahren ermöglicht. Er scheiterte jedoch schon in der zweiten Runde – wie schon so oft an Carlos Moyá. Nach einigen Challenger und zwei ATP-Turnieren trat er Ende 2007 endgültig zurück.

## Erfolge
| Legende                                       |
| Grand Slam                                    |
| Tennis Masters Cup                            |
| ATP Masters Series (1)                        |
| ATP International Series Gold (1)             |
| ATP World Series ATP International Series (8) |

| Titel nach Belag |
| Hartplatz (0)    |
| Sand (10)        |
| Rasen (0)        |
| Teppich (0)      |

### Einzel

#### Turniersiege
| Nr. | Datum              | Turnier         | Belag | Finalgegner        | Ergebnis       |
| --- | ------------------ | --------------- | ----- | ------------------ | -------------- |
| 1.  | 10. Juni 1996      | Porto           | Sand  | Hernán Gumy        | 6:75, 6:4, 6:3 |
| 2.  | 9. Juni 1997       | Bologna         | Sand  | Gustavo Kuerten    | 4:6, 6:2, 6:1  |
| 3.  | 7. Juli 1997       | Gstaad          | Sand  | Juan Albert Viloca | 6:1, 6:4, 6:4  |
| 4.  | 21. Juli 1997      | Umag            | Sand  | Sergi Bruguera     | 6:3, 7:5       |
| 5.  | 4. August 1997     | San Marino      | Sand  | Magnus Gustafsson  | 6:4, 6:1       |
| 6.  | 8. September 1997  | Bournemouth (1) | Sand  | Carlos Moyá        | 6:2, 6:2       |
| 7.  | 14. September 1998 | Bournemouth (2) | Sand  | Albert Costa       | 6:3, 7:5       |
| 8.  | 12. April 1999     | Barcelona       | Sand  | Karim Alami        | 7:62, 6:3, 6:3 |
| 9.  | 24. September 2001 | Palermo         | Sand  | David Nalbandian   | 7:62, 6:4      |
| 10. | 5. Mai 2003        | Rom             | Sand  | Roger Federer      | 7:5, 6:2, 7:68 |